# アンフィキオン科
アンフィキオン科（Amphicyonidae）は、食肉目イヌ型亜目に属する絶滅群であり、アンフィキオンなどの化石種のみが知られている。始新世中期 (約4,500万年前) に北アメリカで最初に出現し、始新世後期 (3,500万年前) までにヨーロッパに、中新世初期 (2,300 万年前) までにアジアとアフリカに広がった。中新世後期 (800万年前) までに世界中で大部分が姿を消し、中新世末にパキスタンで最後の種が記録されている。本科は、体を大型に進化した最初の食肉類の1つであった。生存期間の後半では、ヘスペロキオン亜科やボロファグス亜科といったイヌ科の動物と競合するようになった。イヌ科が同様の体長、頭蓋骨と歯の適応を進化させて台頭したために、競合によって絶滅した可能性がある。俗に「クマイヌ（Bear-dog）」と呼ばれる。
以前はクマ下目のクマ小目Ursidaまたはクマ上科Ursoideaに分類されており、クマ科の姉妹群と考えられていた。2000年代以降はイヌ型亜目の基底クレードに位置付ける説も提唱されている。
なお、鰭脚類すなわちアシカ、アザラシ、セイウチは、この科から進化した可能性が高いと考えられている[要出典科学]。